# Phyllis Booljoongali Thomas
Phyllis Booljoongali Thomas (ur. 1933, zm. 2018) – artystka malarka zajmująca się kulturą australijską. 

## Życiorys
Phyllis Booljoongali Thomas urodziła się w 1933 w miejscowości Riya nad rzeką Turner w zachodniej części Australii, na południowy wschód od gór Purnullulu. Jej plemienne aborgeńskie imię Booljoongali oznacza „wielki deszcz zstępujący z silnym wiatrem”. 
Phyllis Thomas dorastała i pracowała na farmie Turnera, gdzie poznała zarówno świat europejski, jak i życie rdzennych mieszkańców buszu. Później osiedliła się w Rugun (Crocodile Hole), na północ od Warmuna. Odegrała ważną rolę w tworzeniu programów edukacji dwukulturowej w szkołach. Później zaczęła malować na wzór artystki Queenie McKenzie. Jej prace eksplorują tematy związane z różnymi świętymi miejscami, kolonialną historią Kimberley, a nawet malarstwem ciała. 
W 2003 roku Galeria Sztuki Australii Zachodniej w Perth zakupiła serię The Escape, osiem płócien opowiadających historię wuja artystki ściganego przez osadników, który uciekł przez góry. Thomas stworzyła także serię płócien inspirowanych rytualnymi skaryfikacjami kija, reprezentowanymi przez długie przezroczyste białe linie, które pojawiają się na ośmiu panelach w kolorze czarnej ochry o długości ponad 6 metrów. 
Obrazy artystki można zdobyć poprzez aukcje internetowe. Najstarszym zarejestrowanym wynikiem aukcyjnym jest obraz sprzedany w 2007 r. przez Gaia S.A.S., zaś najnowszy obraz Baraygon został sprzedany na aukcji 3 października 2020 roku.